# Utjeha
Utjeha (kyrillisch Утјеха, auch Utjeha-Bušat) ist ein kleiner Ferienort in der Gemeinde Bar, ca. 10 km südlich des Stadtzentrum von Bar in Montenegro.

## Geografie

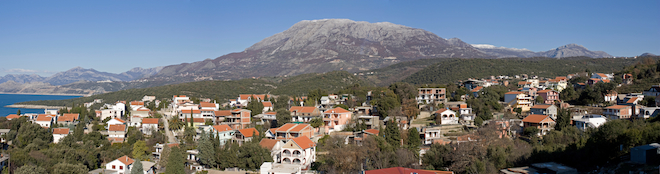
Panoramablick über Utjeha – Im Hintergrund das über 1500 m hohe Rumija-Gebirge

Utjeha liegt an der Bucht Uvala Maslina im südlichen Teil der montenegrinischen Adriaküste, exakt in der Mitte zwischen den beiden Städten Bar und Ulcinj und ist über die Adriatische Küstenstraße (Jadranska Magistrala) gut erreichbar. Markant für den Ort ist auch die Nähe des über 1500 m hohen Rumija-Gebirges, dessen Ausläufer sich gut sichtbar östlich des Ortes erstrecken. Den Namen Uvala Maslina verdankt die Bucht den zahlreichen Olivenhainen, welche sich vom Strand bis weit ins Hinterland erstrecken.

## Tourismus
Der Tourismus hat in der Gemeinde Bar und den dazugehörigen Orten eine lange Tradition. Bereits im frühen 18. Jahrhundert entdeckten venezianische Gräfinnen den besonderen Reiz der Region. Erste organisierte Tourismusgruppen kamen im Jahre 1890 aus den Gebieten der heutigen Tschechischen Republik und der Slowakei.
Der Strand von Utjeha in der Bucht Uvala Maslina ist 800 m lang und besteht aus weißem Kieselstein. Aus der Tiefe des Meeres quillt Süßwasser hervor und vermischt sich mit dem salzigen Meerwasser zu ungewöhnlichen, helltürkisen Farbtönen.
Der Strandbereich ist touristisch erschlossen und verfügt über Restaurants, Cafés und Imbiss-Stände. Wie in Montenegro üblich, ist der Strand öffentlich und die Benutzung kostenlos.
Der Strand von Utjeha ist einer von 19 Stränden Montenegros, welche mit der Blauen Flagge ausgezeichnet wurden.
Um die Bucht herum gruppieren sich vorwiegend Ferienwohnungen und -häuser, welche vielfach von den Eigentümern in den Sommermonaten selbst genutzt werden. Große Hotelkomplexe sind nicht vorhanden. Im Gegensatz zu anderen Küstenorten wie z. B. Budva oder Petrovac geht es in der Umgebung eher ruhig zu.
Private Unterkünfte (Apartments, Ferienwohnungen etc.) sind zahlreich vorhanden, allerdings entspricht der Standard der Unterkünfte nicht immer den heutigen Bedürfnissen. Durch die Jugoslawien-Krise in den 90er Jahren kam der Tourismus vollkommen zum Erliegen und viele Unterkünfte wurden mangels fehlender Einnahmequelle nicht mehr modernisiert. Erst seit der Unabhängigkeit Montenegros im Jahre 2006 entwickeln sich die Besucherzahlen wieder zu den vorherigen Werten. 2011 wurde das erste Ferienhaus in Utjeha mit der höchsten Klassifizierung für private Unterkünfte in Montenegro (4 Sterne) ausgezeichnet. Die Klassifizierungen in Montenegro entsprechen hierbei internationalem Standard.
Auch das landesweit erste Feriendomizil mit der höchsten Auszeichnung der Europäischen Kommission, dem Europäischen Umweltzeichen EU-Ecolabel, befindet sich in Utjeha. Bemerkenswert ist hierbei, dass Montenegro, obwohl es (noch) kein EU-Mitglied ist, im Gegensatz zu anderen Ländern des ehemaligen Jugoslawiens, einen Beherbergungsbetrieb mit einem europaweit anerkannten Umweltzeichen vorweisen kann. Die Zertifizierung wurde durch den österreichischen Bundesumweltminister Niki Berlakovich im Februar 2012 durchgeführt.